# Mini Hungary
Mini Hungary (Hongaars: Mini Magyarország) is een miniatuurpark in de Zuid-Hongaarse stad Mórahalom. Het park is in 2015 geopend voor het publiek en is een Hongaarse versie van het Nederlandse Madurodam. Het bijzondere aan het park is dat het niet alleen gebouwen toont uit het huidige Hongarije, maar ook uit de omringende landen waar nog steeds Hongaarse minderheden wonen.
Alle getoonde gebouwen spelen een belangrijke rol in de Hongaarse geschiedenis.
De maquettes in het park zijn gebouw op schaal 1:25.

## Enkele maquettes
- De burcht van Boedapest
- Het parlement van Boedapest
- De moskee van Pécs
- De Diosgyöri-burcht van Miskolc
- De kathedraal van Alba Iulia (Roemenië)
- Gabriel Bethlen-college van Aiud (Roemenië)
- De burcht van Visegrád
- Festetic-kasteel van Keszthely
- Het stadhuis van Levoča (Slowakije)
- Het stadhuis van Subotica (Servië)
- De burcht van Moekatsjeve (Oekraïne)
- De burcht van Lendava (Slovenië)
- De Martinsdom van Bratislava (Slowakije)